# Idol Nacije
Idol Nacije è stato un premio calcistico assegnato dal sito sportsport.ba al miglior calciatore bosniaco dell'anno solare, dal 2008 al 2014.

## Albo d'oro
- 2008: Vedad Ibišević -  Hoffenheim[1]
- 2009: Edin Džeko -  Wolfsburg[2]
- 2010: Edin Džeko -  Wolfsburg[3]
- 2011: Edin Džeko -  Manchester City
- 2012: Asmir Begović -  Stoke City
- 2013: Zvjezdan Misimović -  Beijing
- 2014: Miralem Pjanić -  Roma